# Messier 70
Messier 70 (M70 ili NGC 6681) jedan je od tamnijih kuglastih skupova u Messierovom katalogu. Skup je otkrio Charles Messier 31. kolovoza 1780. godine i opisao ga kao "maglicu bez zvijezda". Skup je prvi na zvijezde razlučio William Herschel.

## Svojstva
M70 nalazi se blizu M69, tek je 1800 svj. g. udaljen od njega. M70 je nešto manji i nešto bliži od M69. M70 nalazi se 29.300 svj. g., promjer mu je 68 svj. g., a prividan promjer je oko 8'. Jezgra skupa je vjerojatno proživjela urušavanje i zato je veoma gusta i kompaktna. Skup sadrži samo dvije promjenjive zvijezde. M70 se od nas udaljava brzinom od 200 km/s. Blizu je galaktičkom središtu. Dvije su promjenljive zvijezde u ovom skupu.
M70 je postao slavan kada su Alan Hale i Thomas Bopp promatrali 1995. godine. Pritom su otkrili komet Hale-Bopp.

## Amaterska promatranja
M70 je nešto tamniji od M69. Prividni sjaj M70 je + magnitude 7,9. Nalazi se na velikoj južnoj deklinaciji što otežava njegovo promatranje iz naših krajeva. U 200 mm-skom teleskopu skup se jedva vidi kao okrugla maglica.

## Vanjske poveznice
- (engl.) SEDS: NGC 6681
- (engl.) Hartmut Frommert: Revidirani Novi opći katalog
- (engl.) Izvangalaktička baza podataka NASA-e i IPAC-a
- (engl.) Astronomska baza podataka SIMBAD
- (engl.) VizieR
- (engl.) Auke Slotegraaf: NGC 6681 Deep Sky Observer's Companion
- (engl.) Courtney Seligman: Objekti Novog općeg kataloga: NGC 6650 - 6699